# Dorcadion pseudoholosericeum
Dorcadion pseudoholosericeum là một loài bọ cánh cứng trong họ Cerambycidae.